# ホノルルクラブ
ホノルルクラブは、日本のクイズ番組優勝者らで結成された同人クイズサークル（同好会）である。

## 概要
- 1972年、毎日放送のテレビ番組「アップダウンクイズ」で10問正解を決め、ハワイ旅行を獲得した7人の参加者が中心となって結成された。
- 名称はハワイ州の州都ホノルルで結成されたことにちなむ。
- 当初の代表は囲碁棋士・小山鎮男。その後宝石店経営者・村田栄子が会長を引き継いだ。
- 毎月1回程度の例会を開いている。
- 優勝者、またはそれに準ずる成績を残した者で、かつ会員の紹介がないと入会できない。

## 主たるメンバー
ここでは主に、「パネルクイズ アタック25」（朝日放送制作・テレビ朝日系列全国ネット）の出場経験者を挙げることにする。太字はその年間チャンピオン経験あり。
- 村田栄子（30年以上に渡り会長を務める。会長退任後、終身名誉会長となる。クイズタイムショック「500回記念特集・'78日本一王座決定戦!!」他で12問正解=海外旅行込みで100万円獲得）2024年6月8日逝去。
- 石野まゆみ（2023年から会長・銀行員。タイムショック21ファイナルチャンピオンほかクイズ番組15勝）
- 能勢一幸（埼玉県庁職員。第15回アメリカ横断ウルトラクイズクイズ王）
- 森内俊之（将棋棋士。「パネルクイズ アタック25・1500回記念」で優勝、フランス旅行を獲得）
- 水野文也（元千葉県議会議員、元ロイター通信記者）
- 嶋田康幸
- 後藤健生（サッカーを中心にしたスポーツライター）
- 西沢泰生 (作家、第10回アメリカ横断ウルトラクイズ準優勝）